# 高砂市野球場
高砂市野球場（たかさごし やきゅうじょう）は、兵庫県高砂市の高砂市総合運動公園内にある野球場。施設は高砂市が所有し、高砂市施設利用振興財団が指定管理者として運営管理を行っている。

## 歴史
1972年9月竣工。開場以来、高校野球や社会人野球などアマチュア野球公式戦が行われている。
グラウンド管理・整備は高砂市施設利用振興財団と阪神園芸（高砂市からの委託）が合同で担当。高校野球兵庫大会開催時は、高砂市（4校）、加古川市（6校）、加古郡播磨町（1校）、加古郡稲美町（1校）の高校の野球部員・マネージャーが運営の一部を持ち回りで担当している。
プロ野球は開場翌年の1973年3月13日にオープン戦・阪神タイガース対日拓ホームフライヤーズが開催され（結果は6-6の引き分け）、以降毎年3月に阪神主催のオープン戦を1試合行っていたが、2000年を最後に行われなくなった。また、毎年8月にウエスタン・リーグ公式戦も行っていたが、こちらも2002年を最後に開催が打ち切られた（開催最終年の2002年のみ6月に実施）。
かつては関西独立リーグ (初代)の公式戦（明石レッドソルジャーズ主催）が行われたこともあった。2023年には関西独立リーグ (2代目)（さわかみ関西独立リーグ）の兵庫ブレイバーズが公式戦1試合を予定し、実際に開催された。2024年には前年より多い3試合が実施された。
全国高校軟式野球選手権大会では1981年からサブ会場として使用されていたが、施設の老朽化を理由に2015年限りで撤退、その役割をウインク球場に譲ることになった。

## スコアボード改修をめぐる動き
兵庫県の主要球場では唯一、パネル式のスコアボードを使用し続けている。高砂市議会においてスコアボードの改修が議題に挙がったことはあったが、財政面が非常に厳しい点、スコアボードの改修よりも優先すべきことが多い点などを理由に見送られてきた。
しかし、ボードが連なる建屋は奥行きが1.8メートルしかなく、黒に塗装されていて熱を吸収しやすい構造となっているため、空調設備は完備されているものの、真夏は室温が30度台後半まで上昇し蒸し風呂状態となる。室内では5人以上の野球部員が裏方作業に従事しており、以前から熱中症など体調悪化のリスクが懸念されていた。
このような事態を受けて、裏方従事者の安全を守るために再びスコアボード改修を求める声が高まり、スコアボードの電光化を実現させるため、有志が「高砂市野球場の改修を支援する会」を結成、2022年7月末に発足させた。同会の会員が中心となって、2022年8月1日から10月30日まで署名活動を実施し、1万人分以上の署名が集まった。署名は高砂市議会に提出され、高砂市に改修を求めている。
2023年6月19日、高砂市の都倉達殊市長は同日に開会した市議会定例会で、「スコアボードの改修を具体的に検討し、施設の改修計画策定に取り組む」と表明した。市は令和8年に電光掲示板に改修するとしている

## 主なエピソード

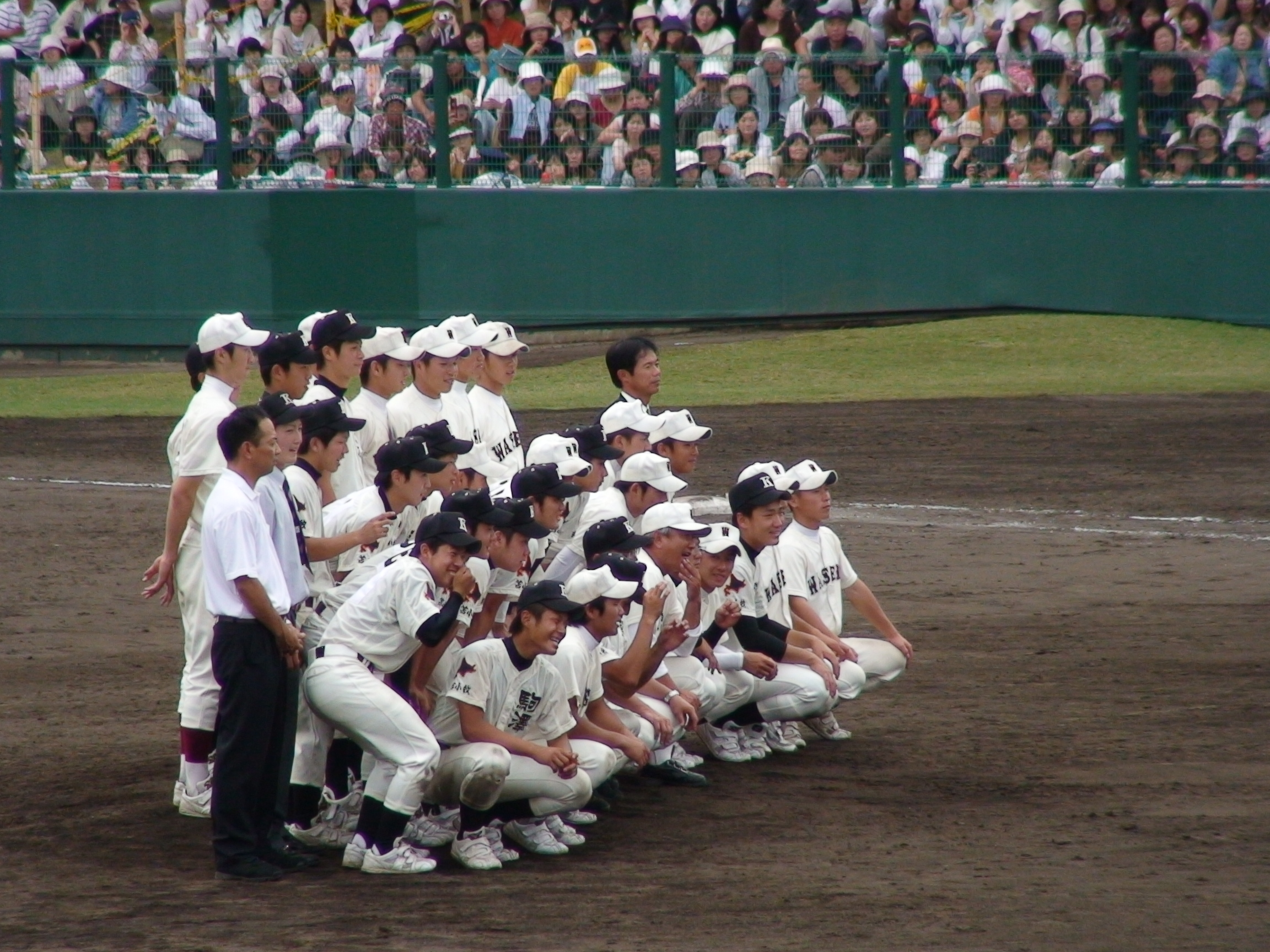
第61回国体決勝後の記念撮影
2006年10月4日

2006年の国民体育大会・のじぎく兵庫国体で行われた高校野球・硬式（公開競技）では、同年の全国高等学校野球選手権大会で優勝投手となった早稲田実業学校高等部の斎藤佑樹、準優勝の駒澤大学附属苫小牧高等学校投手・田中将大らを一目見ようと、平日に行われた試合でも前日からの徹夜組が出るほどのフィーバーぶりを見せた。10月4日の決勝戦では甲子園を再現するかのように再びこの両校が対戦し、1－0で早実が勝利。夏の甲子園に続いて優勝を手にした。余談だが、この決勝戦は同日午後から朝日放送が、近畿圏ローカルでテレビ録画中継を行った。国体の高校野球が中継されるのは極めて異例のケースである。
国体の高校野球では異例の盛り上がりを見せた同年の記憶を後世に伝えようと、市は野球場に愛称を付与することを検討。斎藤の当時のニックネームであった「ハンカチ王子」に因んで、愛称 ハンカチメモリアルスタジアムが付与され、2007年10月8日に命名式が行われた。メインスタンドの正面玄関横に立てられたロゴマーク入りの愛称看板は縦1m、横4mで、球場の職員らが手作りで作成したものであるが、2013年秋の台風で横倒しになったために処分され、その後再建されることもなかったため現在は存在しない。また、愛称は市の広報紙やサイトからも消滅しているが、その理由として高砂市の担当者は本人がハンカチ王子の愛称を嫌がっていたためと話した。

## 施設概要
メインスタンド：鉄筋コンクリート2階建、外野スタンド：芝生盛土
- グラウンド面積：21,988.66m2
- 両翼：91.2m、中堅：120m
- 内野：土、外野：天然芝
- 照明設備：なし
- スコアボード：パネル式
  - 中堅バックスクリーンを挟んで、左翼側が選手名表示部、右翼側がイニングスコア表示部
- 収容人員：20,000人（メインスタンド：5,000人[座席数：3,230席]、内外野芝生席：15,000人）
  - ネット裏（屋根あり）：セパレートシート及びベンチ席、一・三塁側：ベンチ席及び芝生、外野：芝生

## 運動公園内のその他の施設
- 高砂市総合体育館
- 高砂市陸上競技場
- 高砂市相撲場

## 交通
高砂市総合運動公園を参照。